# Hôtel de Wendel
L’hôtel de Wendel  est un ensemble situé rue de Clichy comprenant un immeuble sur rue et des bâtiments sur cour et jardin.

## Historique
Charles de Wendel achète en 1856 un terrain au 26-28 (actuellement 10) rue de Clichy « autrefois couvert de constructions », qui faisait partie du Second Tivoli, sur lequel il fait bâtir un hôtel par l'architecte Maurice Storez. Cet hôtel longe au sud la rue de la Trinité ouverte en 1864. Dans le cadre de l'aménagement des abords de la nouvelle église de la Trinité, il est spécfié que l'alignement au bord de cette rue s'effectuerait par « un mur orné de pilastres ou par un soubassement en pierre surmonté d'une grille ».
Après la mort de Charles en 1870, la famille de Wendel continue à y vivre jusque dans les années 1950. L’hôtel, ensuite transformé en immeuble de bureaux, est racheté par la Ville de Paris en 1985
 et restructuré en 2010-2011 pour en faire une école élémentaire de 11 classes. L’hôtel a conservé en partie son décor d’origine.

## Emplacement
L'hôtel est situé derrière l’église de la Trinité, dont la famille de Wendel liée au catholicisme fit partie des paroissiens les plus marquants.

## Description

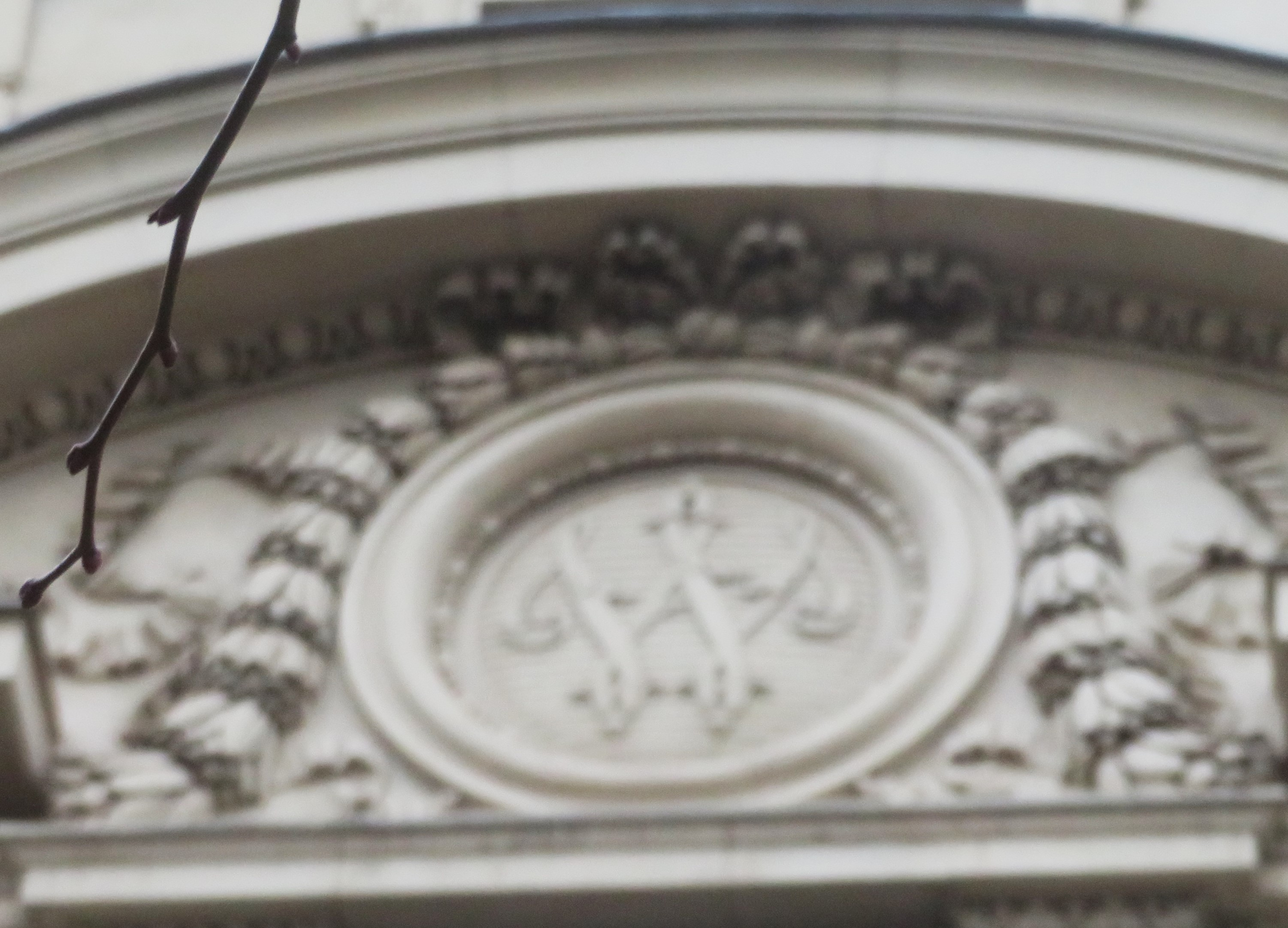
Monogramme W rue de Clichy

L’architecture assez sobre est d’inspiration Louis XVI sur rue, Louis XV sur cour.
Le bâtiment sur rue, large de 7 fenêtres, superpose  un rez-de-chaussée, un entresol et trois étages. La travée centrale est dominée par un fronton entourant un médaillon orné de guirlandes comprenant au centre le monogramme « W ».
Le premier étage abrite les pièces de réception et de prestige, salon donnant sur le jardin, grande salle à manger sur rue, autre salle à manger aux angles. Les chambres à coucher sont aux étages 
Une aile sur cour de style Louis XIII abritant les pièces de service et les logements des domestiques, longe la cour d’honneur et un jardin peu étendu de plan régulier. Le monogramme « W » est également présent sur ce bâtiment face à l’église.
L’intérieur est richement décoré.

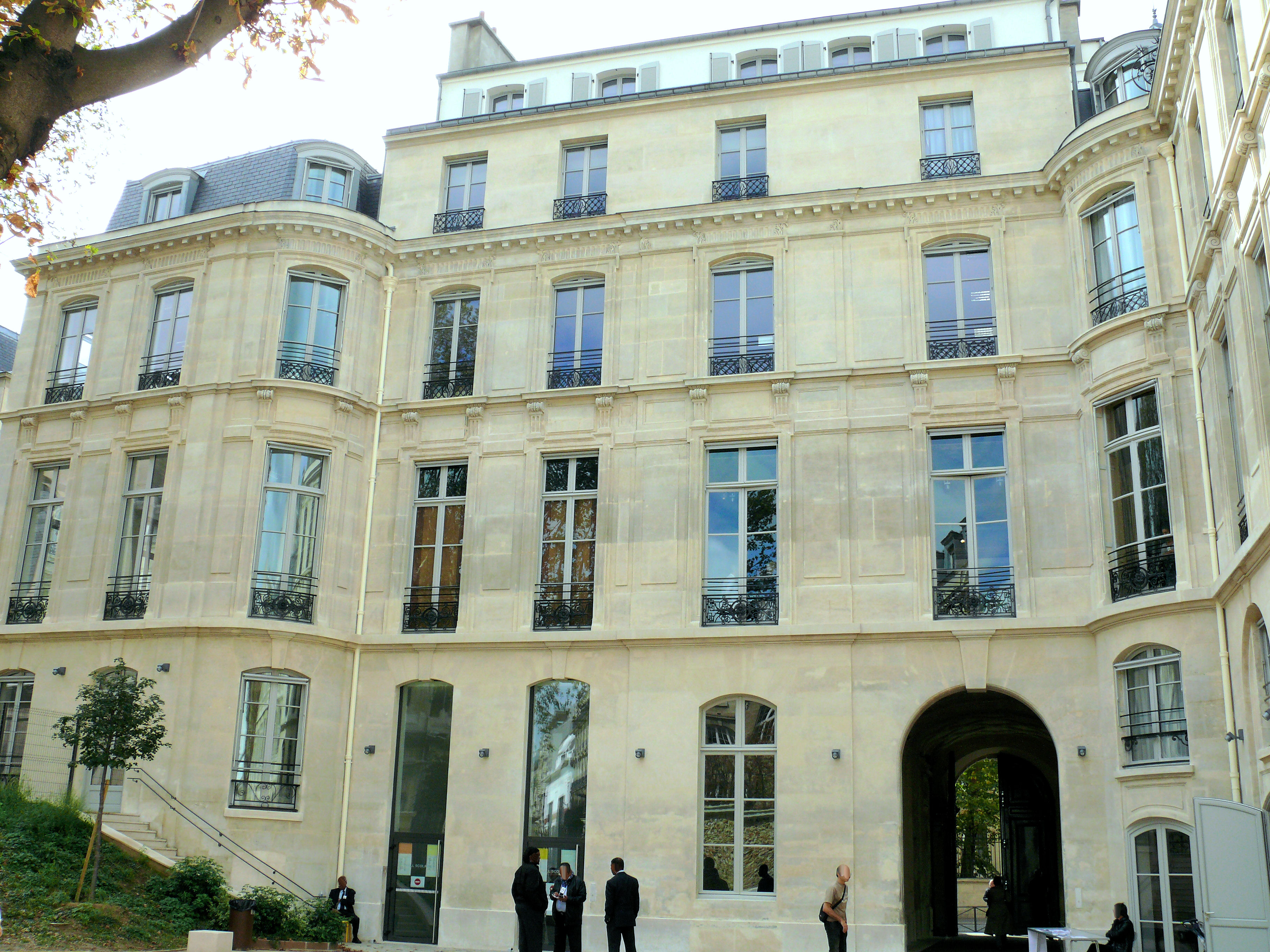
Façade arrière du bâtiment sur rue
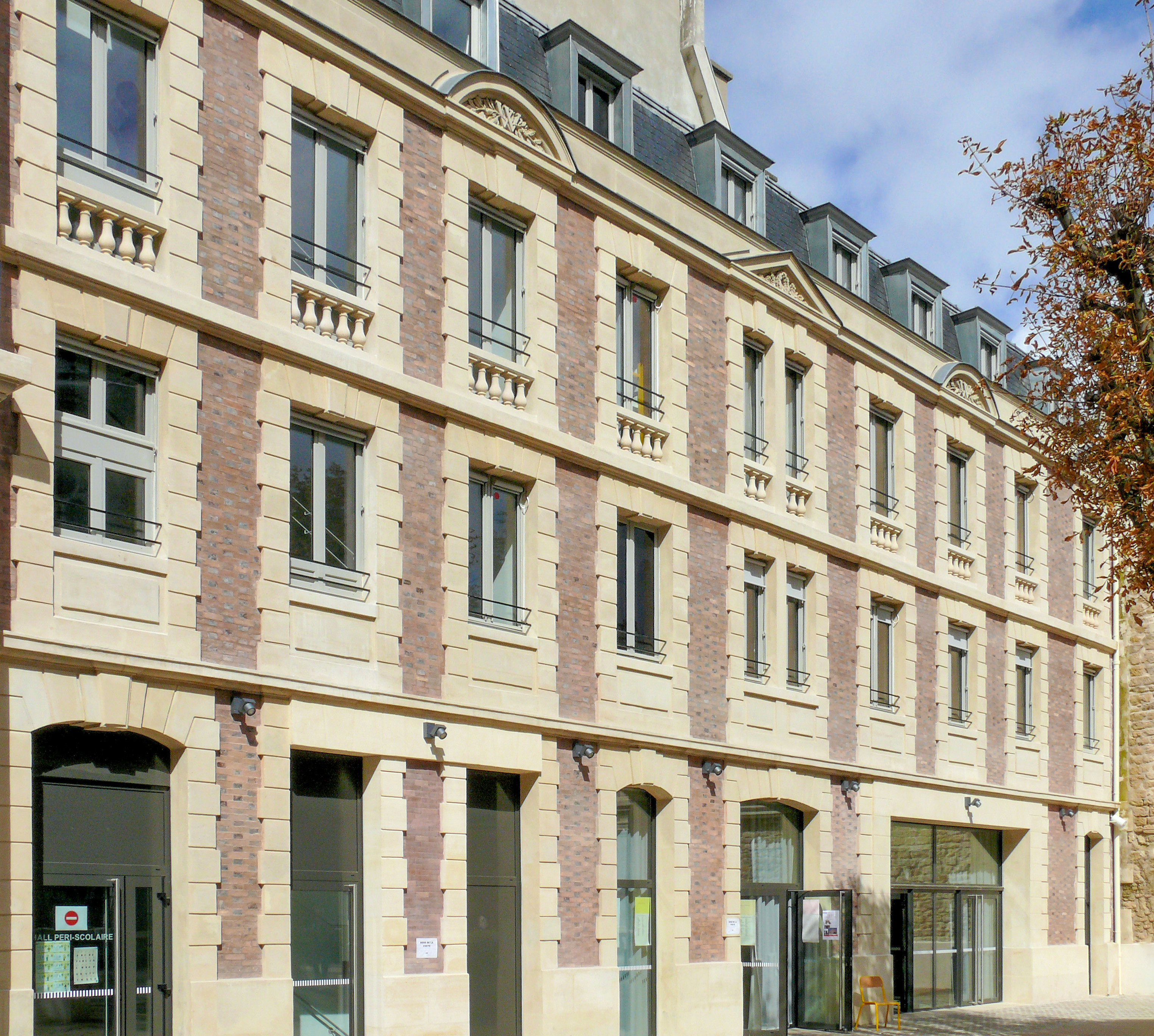
Aile sur cour
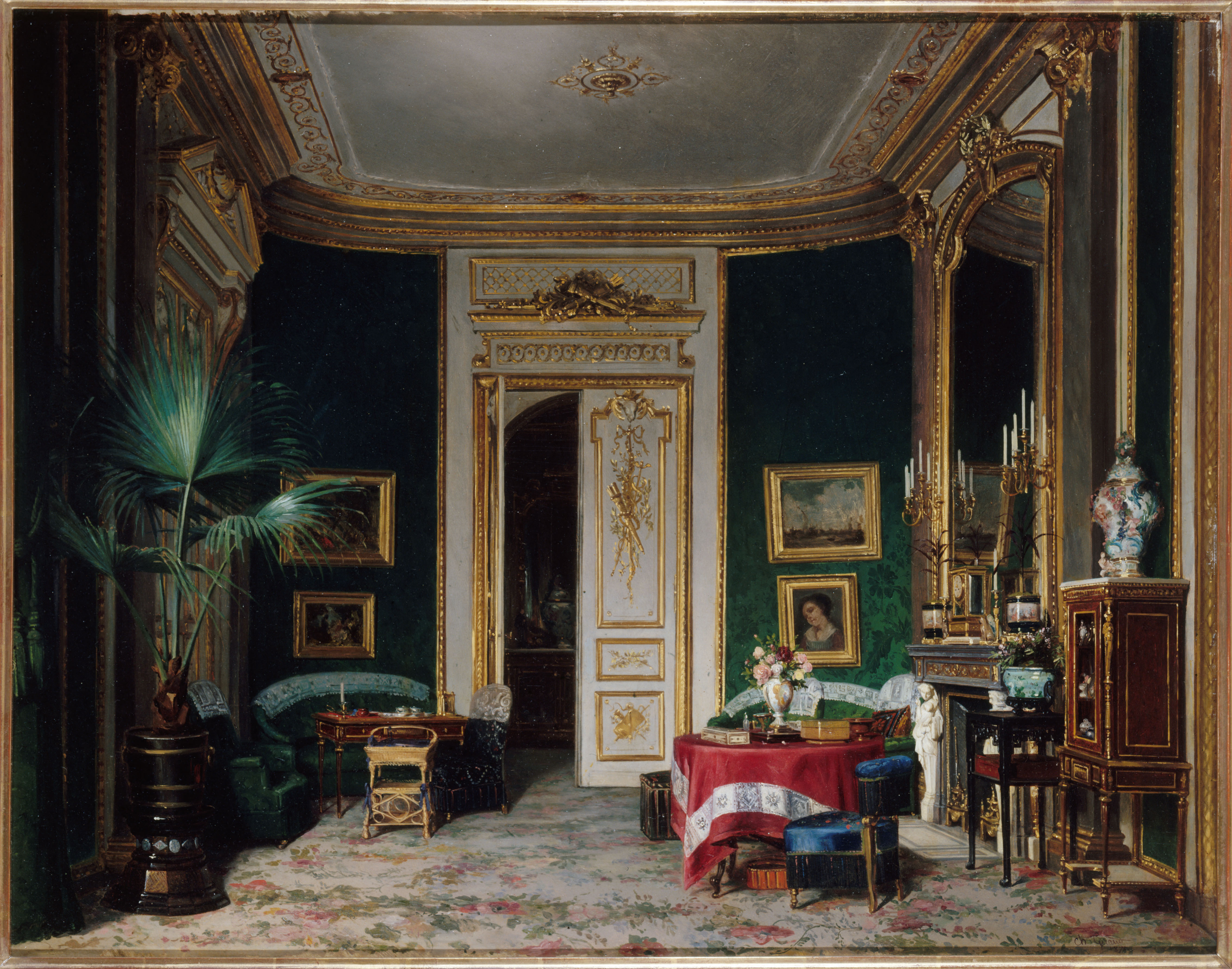
Tableau de Charles Giraud représentant le salon
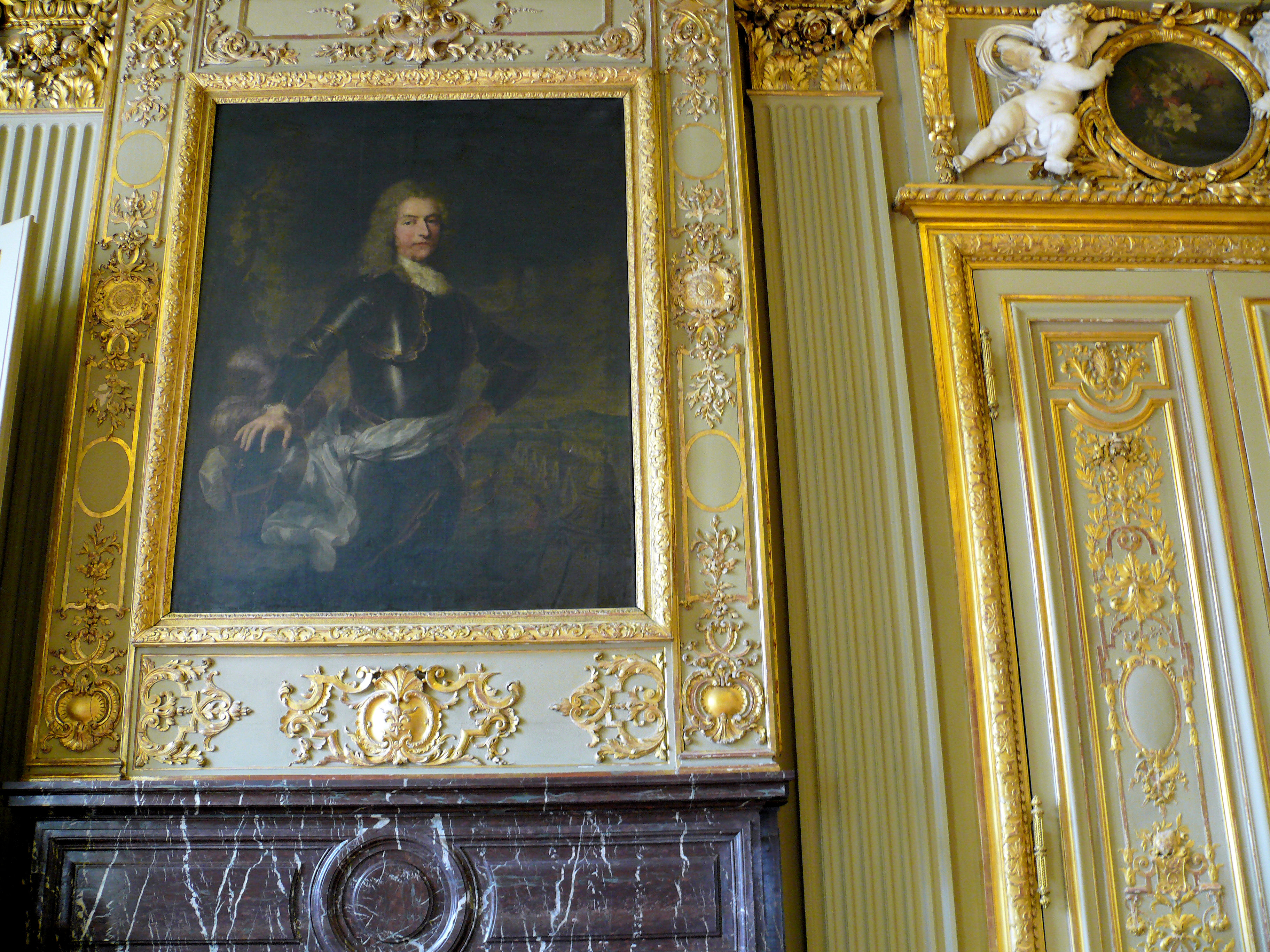
Portrait de militaire du XVIIIe siècle décorant le salon